# Egidio Umer
Egidio Umer (Trieste, 19 luglio 1912 – Trieste, 28 marzo 1992) è stato un calciatore italiano, di ruolo portiere.

## Carriera
Giocò in Serie A con la Triestina durante gli anni '30.